# آنتونیو مارسلینی
آنتونیو مارسلینی (انگلیسی: Antonio Marcellini; ۱۷ ژانویهٔ ۱۹۳۷ – ۲۲ مهٔ ۲۰۱۰) بازیکن فوتبال اهل ایتالیا بود.
از باشگاه‌هایی که در آن بازی کرده‌است می‌توان به باشگاه فوتبال تراپانی، باشگاه فوتبال آلساندریا، باشگاه فوتبال آ.اس. رم، باشگاه فوتبال روبور سیه‌نا، و باشگاه فوتبال کاتانیا اشاره کرد.